# Engoulevent ocellé
Nyctiphrynus ocellatus
Espèce
Synonymes
- Caprimulgus ocellatus Tschudi, 1844
(protonyme)

Statut de conservation UICN

 LC  : Préoccupation mineure
L’Engoulevent ocellé (Nyctiphrynus ocellatus) est une espèce d'oiseaux d'Amérique du Sud et d'Amérique centrale appartenant à la famille des Caprimulgidae.

## Répartition
Cette espèce vit en Argentine, en Bolivie, au Brésil, en Colombie, au Costa Rica, en Équateur, au Honduras, au Nicaragua, au Paraguay et au Pérou.

Distribution de l'espèce en Amérique latine.